# Resolutie 1892 Veiligheidsraad Verenigde Naties
Resolutie 1892 van de Veiligheidsraad van de Verenigde Naties werd op 13 oktober 2009 unaniem aangenomen door de VN-Veiligheidsraad en verlengde de vredesmacht in Haïti met een jaar.

## Achtergrond
Na decennia onder dictatoriaal bewind won Jean-Bertrand Aristide in december 1990 de verkiezingen in Haïti. In september 1991 werd hij met een staatsgreep verdreven. Nieuwe verkiezingen werden door de internationale gemeenschap afgeblokt waarna het land in de chaos verzonk. Na Amerikaanse bemiddeling werd Aristide in 1994 in functie hersteld. Het jaar erop vertrok hij opnieuw, maar in 2000 werd hij herkozen. Zijn tweede ambtstermijn werd echter gekenmerkt door beschuldigingen van corruptie. In 2004 veroverden door het Westen gesteunde rebellen de controle over het land en werd Aristide opnieuw uit zijn ambt gezet. In juni dat jaren werden VN-vredestroepen gestuurd en in 2006 werd René Préval, die tussen 1995 en 2000 ook president was, opnieuw verkozen.

## Inhoud

### Waarnemingen
In Haïti werd vooruitgang geboekt. Er waren nieuwe senatoren verkozen en er werd gewerkt aan een grondwettelijke hervorming. Het bleef van belang dat er goed bestuurd werd en dat de staatsinstellingen verder versterkt werden. Om tot een duurzame stabiliteit te komen moest niet enkel de veiligheid verbeteren, maar moest er ook sociale en economische ontwikkeling zijn. Respect voor de mensenrechten en het beëindigen van de straffeloosheid waren dan weer essentieel voor de ordehandhaving. De veiligheidssituatie in het land bleef vooralsnog fragiel. Daarom moesten hervormingen van de veiligheidsdiensten, en vooral de politie, en justitie doorgezet worden. Voorts werd de stabiliteit van Haïti ook ondermijnd door de wereldwijde voedsel-, brandstof-, financiële en economische crisis. De Veiligheidsraad verwelkomde nog de aanstelling van de voormalige Amerikaanse president Bill Clinton als speciale VN-gezant voor Haïti.

### Handelingen
Het mandaat van de MINUSTAH-vredesmacht in Haïti werd wederom met een jaar verlengd, tot 15 oktober 2010. Op aanbeveling van secretaris-generaal Ban Ki-moon bleef de missie op haar huidige sterkte van 6940 militairen en 2211 agenten tot de Haïtiaanse politie voldoende capaciteit had.
De lidstaten, en vooral die in de buurt van Haïti, werden gevraagd Haïti te blijven helpen met de strijd tegen mensen- en drugshandel en andere misdaden. MINUSTAH zou blijven patrouilleren langs 's lands zee- en landgrenzen. De Veiligheidsraad veroordeelde de zware misdaden die in Haïti werden gepleegd tegen kinderen en vrouwen.

## Verwante resoluties
- Resolutie 1780 Veiligheidsraad Verenigde Naties (2007)
- Resolutie 1840 Veiligheidsraad Verenigde Naties (2008)
- Resolutie 1908 Veiligheidsraad Verenigde Naties (2010)
- Resolutie 1927 Veiligheidsraad Verenigde Naties (2010)

Lijst ·  1860 ·  1861 ·  1862 ·  1863 ·  1864 ·  1865 ·  1866 ·  1867 ·  1868 ·  1869 ·  1870 ·  1871 ·  1872 ·  1873 ·  1874 ·  1875 ·  1876 ·  1877 ·  1878 ·  1879 ·  1880 ·  1881 ·  1882 ·  1883 ·  1884 ·  1885 ·  1886 ·  1887 ·  1888 ·  1889 ·  1890 ·  1891 ·  1892 ·  1893 ·  1894 ·  1895 ·  1896 ·  1897 ·  1898 ·  1899 ·  1900 ·  1901 ·  1902 ·  1903 ·  1904 ·  1905 ·  1906 ·  1907